# Clarino (Zeitschrift)
Clarino Magazin für Blasmusik war eine musikalische Fachzeitschrift für Blasmusik aus dem Verlag DVO Druck und Verlag Obermayer.

## Das Magazin
Die erste Ausgabe von Clarino erschien 2012. Sie hatte eine monatliche Erscheinungsfrequenz und wurde im 30 cm Format veröffentlicht. Zu den Autoren gehörte u. a. auch Alois Schöpf, der für das Magazin eine Kolumne verfasste. Chefredakteure waren Joachim Buch und Klaus Härtel.

## Inhalt
Zielgruppe waren  aktive Hobby- und Profimusiker, Instrumentallehrer, Dirigenten im Amateurbereich sowie Berufsmusiker, die in der Ausbildung tätig sind. Schwerpunkte lagen auf der musikalischen Aus- und Weiterbildung, auch wurden aktuelle CDs und Notenausgaben vorgestellt sowie Blasinstrumente getestet.

## Vorgänger Zeitschriften
Folgende Magazine erscheinen als Vorgängermagazine von Clarino im gleichen Verlag:
- Clarino-Print, Bläsermusik international, 2003 bis 2011[7]
- Clarino – Bläsermusik international, 1999 bis 2002[8]
- Vorgänger: Clarino : internationale Zeitschrift für Bläsermusik, 1989 bis 1998[9]

## Nachfolger
Der DVO Druck und Verlag Obermayer vereinigte Ende 1019 Eurowinds (erschienen 2009 bis 2019) und Clarino zum erstmals 2020 erschienenem Magazin Brawoo, Brass wood orchestra – Fachmagazin für Blasmusik.